# Shahrestān di Poldokhtar
Lo shahrestān di Poldokhtar (farsi شهرستان پُلدُختَر) è uno dei 10 shahrestān del Lorestan, il capoluogo è Pol-e Dokhtar. Lo shahrestān è suddiviso in 2 circoscrizioni (bakhsh):
- Centrale (بخش مرکزی)
- Ma'mulan (بخش معمولان), con la città di Ma'mulan.